# Grand Prix Formule 1 van Monaco 2002
De Grand Prix Formule 1 van Monaco 2002 werd gehouden op 26 mei 2002 op het Circuit de Monaco in Monte Carlo.

## Uitslag
| Positie | Nummer | Rijder                | Team               | Ronden | Tijd/Opgave | Startplaats | Punten |
| ------- | ------ | --------------------- | ------------------ | ------ | ----------- | ----------- | ------ |
| 1       | 3      | David Coulthard       | McLaren - Mercedes | 78     | 1:45:39.055 | 2           | 10     |
| 2       | 1      | Michael Schumacher    | Scuderia Ferrari   | 78     | +1.050      | 3           | 6      |
| 3       | 5      | Ralf Schumacher       | Williams-BMW       | 78     | +1:07.450   | 4           | 4      |
| 4       | 14     | Jarno Trulli          | Renault            | 77     | +1 Ronde    | 7           | 3      |
| 5       | 9      | Giancarlo Fisichella  | Jordan-Honda       | 77     | +1 Ronde    | 11          | 2      |
| 6       | 20     | Heinz-Harald Frentzen | Arrows - Cosworth  | 77     | +1 Ronde    | 12          | 1      |
| 7       | 2      | Rubens Barrichello    | Scuderia Ferrari   | 77     | +1 Ronde    | 5           |        |
| 8       | 7      | Nick Heidfeld         | Sauber - Petronas  | 76     | +2 Rondes   | 15          |        |
| 9       | 16     | Eddie Irvine          | Jaguar Racing      | 76     | +2 Rondes   | 19          |        |
| 10      | 17     | Pedro de la Rosa      | Jaguar Racing      | 76     | +2 Rondes   | 17          |        |
| 11      | 23     | Mark Webber           | Minardi - Asiatech | 76     | +2 Rondes   | 20          |        |
| 12      | 21     | Enrique Bernoldi      | Arrows - Cosworth  | 76     | +2 Rondes   | 21          |        |
| Ret     | 24     | Mika Salo             | Toyota             | 69     | Remmen      | 9           |        |
| Ret     | 8      | Felipe Massa          | Sauber - Petronas  | 63     | Ongeluk     | 13          |        |
| Ret     | 12     | Olivier Panis         | BAR-Honda          | 51     | Botsing     | 18          |        |
| Ret     | 15     | Jenson Button         | Renault            | 51     | Botsing     | 8           |        |
| Ret     | 6      | Juan Pablo Montoya    | Williams-BMW       | 46     | Motor       | 1           |        |
| Ret     | 11     | Jacques Villeneuve    | BAR-Honda          | 44     | Mechanisch  | 14          |        |
| Ret     | 4      | Kimi Räikkönen        | McLaren - Mercedes | 41     | Botsing     | 6           |        |
| Ret     | 22     | Alex Yoong            | Minardi            | 29     | Ongeluk     | 22          |        |
| Ret     | 10     | Takuma Sato           | Jordan-Honda       | 22     | Spin        | 16          |        |
| Ret     | 25     | Allan McNish          | Toyota             | 15     | Ongeluk     | 10          |        |

## Wetenswaardigheden
- Laatste punten: Arrows.
- Dit was de eerste van vier races in 2002 die in de Verenigde Staten werden uitgezonden op ABC Sports, de andere drie waren de Grands Prix van Canada, Italië en de Verenigde Staten.

## Statistieken
| Snelste ronde | Rubens Barrichello | Scuderia Ferrari | 1:18.023 |

## Noot
- Dit was de vijfde pole position voor Juan Pablo Montoya en voor een Colombiaanse coureur.
- Vijfde snelste ronde voor Rubens Barrichello.

1929 · 1930 · 1931 · 1932 · 1933 · 1934 · 1935 · 1936 · 1937 · 1948 · 1950 · 1955 · 1956 · 1957 · 1958 · 1959 · 1960 · 1961 · 1962 · 1963 · 1964 · 1965 · 1966 · 1967 · 1968 · 1969 · 1970 · 1971 · 1972 · 1973 · 1974 · 1975 · 1976 · 1977 · 1978 · 1979 · 1980 · 1981 · 1982 · 1983 · 1984 · 1985 · 1986 · 1987 · 1988 · 1989 · 1990 · 1991 · 1992 · 1993 · 1994 · 1995 · 1996 · 1997 · 1998 · 1999 · 2000 · 2001 · 2002 · 2003 · 2004 · 2005 · 2006 · 2007 · 2008 · 2009 · 2010 · 2011 · 2012 · 2013 · 2014 · 2015 · 2016 · 2017 · 2018 · 2019 · 2020 · 2021 · 2022 · 2023 · 2024 · 2025